# Бориславський водоспад
Борисла́вський водоспа́д — водоспад в руслі річки Тисмениця, що розташований в підніжжі гори Городище (646 м), на південь від центральної частини міста Борислав. 
Висота падіння води — близько 2 м. Висота над рівнем моря — 398 м. Водоспад складається з одного каскаду (уступу). У підніжжі водоспаду є водобійний котел близько 5 м у діаметрі, глибина води у якому перевищує 2 м. Водоспад утворився на інтенсивно дислокованих і зім'ятих у складки породах нижньої менілітової світи неогену («роговиковий» горизонт). На лівому березі річки, відразу біля водоспаду, відслонюються зім'яті в складки породи менілітової світи (див. Бориславський розріз палеогену). 
Водоспад утворився в середині 1940-х років і поступово збільшує свою висоту через неотектонічні рухи Бориславсько-Покутської тектонічної підзони Передкарпатського крайового прогину.